# Валентінас Мазуроніс
Валентінас Мазуроніс (лит. Valentinas Mazuronis; нар. 18 листопада 1953, Молетай) — литовський політик і архітектор, депутат Європейського парламенту з 2014.

## Біографія
У 1971–1976 роках він вивчав архітектуру у Вільнюській академії мистецтв. З 1976 по 1977 проходив військову службу.
Він працював на фабриці телевізорів у Шяуляї. У 1979 році він почав роботу у проектному інституті міста Шяуляй (галузь комунального господарства). У наступні роки він був, зокрема, керівником проекту і головним архітектором. У 1991 році заснував власну архітектурну фірму. У 1991-2002 входив до Шяуляйської міської ради. З 1993 по 2001 він був головою Ліберального союзу Литви у Шяуляйському районі.
У 2002 вступив до Ліберально-демократичної партії (з 2006 року діє під назвою Порядок і справедливість), утворений Роландаса Паксаса і став її віце-головою. Під час президентства Паксаса, у 2003–2004, він займав посаду голови партії. Після закінчення цього терміну, він повернувся на посаду віце-голови.
У 2004 році вперше отримав місце в парламенті, був головою парламентської фракції Порядок і справедливість. 13 грудня 2012 вступив на посаду міністра охорони навколишнього середовища в уряді Альгірдаса Буткявічюса.
Одружений, має двох синів. Входить до Литовського союзу архітекторів.